# Miejski Klub Sportowy Będzin 2019-2020
Questa voce raccoglie le informazioni riguardanti il Miejski Klub Sportowy Będzin nelle competizioni ufficiali della stagione 2019-2020.

## Organigramma societario
Area direttiva
- Presidente: Michał Kocyłowski

Area tecnica
- Allenatore: Jakub Bednaruk
- Allenatore in seconda: Emil Siewiorek

## Rosa
| N° | Nome                 | Ruolo | Data di nascita   | Nazionalità sportiva |
| -- | -------------------- | ----- | ----------------- | -------------------- |
| 1  | Tyler Sanders        | P     | 14 dicembre 1991  | Canada               |
| 2  | Dawid Gunia          | C     | 1º gennaio 1987   | Polonia              |
| 3  | Konrad Buczek        | P     | 17 febbraio 1994  | Polonia              |
| 4  | Wiktor Haduch        | L     | 2 gennaio 2001    | Polonia              |
| 5  | Artur Ratajczak      | C     | 18 settembre 1990 | Polonia              |
| 6  | Dawid Dryja          | C     | 21 luglio 1992    | Polonia              |
| 7  | Purija Fajjazi       | S     | 12 gennaio 1993   | Iran                 |
| 9  | Grzegorz Pająk       | P     | 1º gennaio 1987   | Polonia              |
| 10 | Rafał Sobański       | S     | 10 agosto 1991    | Polonia              |
| 11 | Michał Superlak      | O     | 16 novembre 1993  | Polonia              |
| 12 | Jan Fornal           | S     | 14 gennaio 1995   | Polonia              |
| 13 | Michał Potera        | L     | 6 marzo 1988      | Polonia              |
| 14 | Bartosz Schmidt      | C     | 3 giugno 1991     | Polonia              |
| 16 | Rafał Faryna         | O     | 28 settembre 1994 | Polonia              |
| 18 | Filip Wieczorek      | S     | 5 febbraio 2001   | Polonia              |
| 20 | Piotr Macheta        | L     | 12 ottobre 1998   | Polonia              |
| 21 | Maksymilian Semeniuk | S     | 21 maggio 2002    | Polonia              |
| 22 | Michał Prokopiuk     | C     | 9 marzo 2002      | Polonia              |
| 23 | Jakub Wierciński     | P     | 23 febbraio 2001  | Polonia              |
| 77 | David Sossenheimer   | S     | 21 giugno 1996    | Germania             |